# Medemblik (commune)
Medemblik est une ville et une commune des Pays-Bas, en province de Hollande-Septentrionale, dans la région de Frise-Occidentale.
En 1288, sur les instructions de Florent V de Hollande, un château est construit : le château Radboud.
L'actuelle commune de Medemblik a été créée le 1er janvier 2007, lorsque les anciennes communes de Noorder-Koggenland et de Wognum ont fusionné avec la commune existante de Medemblik, qui comptait à elle seule 7744 habitants.
Au 31 janvier 2022, elle  comptait 45 437 habitants .

## Histoire
Medemblik est la plus ancienne ville de la Frise occidentale : elle a obtenu les droits urbains en 1289 du comte Florent V, qui venait de soumettre définitivement la Frise occidentale à son autorité comtale.